# Álvaro Cuesta
Pour les articles homonymes, voir Cuesta (homonymie).
Álvaro Francisco Narciso Cuesta Martínez est un homme politique espagnol né le 28 juin 1955 à Oviedo, membre du Parti socialiste ouvrier espagnol (PSOE).

## Biographie
Álvaro Cuesta est titulaire d'une licence en droit de l'université d'Oviedo. Il est représentant des étudiants entre 1972 et 1975. Il exerce ensuite la profession d'avocat aux barreaux d'Oviedo et de León. Il obtient également un diplôme en droit communautaire délivré par le Centre des études européennes de l'université d'Alcalá de Henares.
Il intègre le PSOE en 1974, dont il est membre du comité fédéral jusqu'en 1985. Entre 1978 et 1979, il est secrétaire à l'Agriculture du Conseil régional des Asturies, avant l'accession de cette communauté à l'autonomie. Il est ensuite assesseur de la Présidence. Lors des élections municipales de 1995, il est le candidat socialiste à Oviedo mais est défait par le conservateur Gabino de Lorenzo.
Il est député de la circonscription des Asturies au Congrès des députés entre 1982 et 2011, sauf entre 2000 et 2001 où il ne siège pas, faute d'avoir été réélu. Il occupe à plusieurs reprises la présidence de la commission du Statut des députés. Après la victoire de José Luis Rodríguez Zapatero lors du vote interne désignant le nouveau secrétaire général fédéral du PSOE en juillet 2000, Álvaro Cuesta est choisi comme secrétaire aux Villes et à la Politique municipale. En 2004, il devient secrétaire à la Politique municipale et aux Libertés publiques de la nouvelle commission exécutive fédérale. Il prend la présidence de la commission de la Justice du Congrès des députés après les élections générales de mars 2004 et le reste jusqu'en 2011.
Depuis décembre 2013, il est membre du Conseil général du pouvoir judiciaire (CGPJ), étant élu par le Congrès des députés, sur proposition du PSOE, dans la catégorie des « juristes ayant une compétence reconnue et avec plus de quinze ans d'exercice ». Il est le porte-parole de fait du secteur progressiste du CGPJ, notamment lors de la négociation interne devant aboutir à l'élection par cette instance de deux magistrats au Tribunal constitutionnel (TC).